# Somewhere Over the Slaughterhouse
Somewhere Over the Slaughterhouse è il sesto album in studio del chitarrista statunitense Buckethead, pubblicato il 5 giugno 2001 dalla Stray Records.

## Il disco
È stato l'unico album solista ad essere stato pubblicato sia nel formato CD che in quello LP e allo stato attuale è fuori catalogo. Una possibile ristampa del disco è impossibile, a causa di problemi sulla proprietà dei diritti d'autore.

## Tracce
Musiche di Buckethead, eccetto dove indicato.
1. Somewhere Over the Slaughterhouse – 0:38 (musica: Buckethead, Harold Arlen, E.Y. Harburg)
2. Help Me – 5:12
3. Pin Bones and Poultry – 4:43
4. My Sheeetz – 6:00
5. Day of the Ulcer – 7:26
6. You Like Headcheese? – 3:20
7. Burlap Curtain – 7:04
8. You Like This Face? – 5:16
9. Wires and Clips – 3:03
10. Knockingun – 2:25
11. Conveyor Belt Blues – 1:47